# Le Bourgneuf-la-Forêt
Le Bourgneuf-la-Forêt ist eine französische Gemeinde mit 1.726 Einwohnern (Stand: 1. Januar 2022) im Département Mayenne in der Region Pays de la Loire. Sie gehört zum Arrondissement Laval und zum Kanton Loiron-Ruillé. Die Bewohner werden Bourgneuviens und Bourgneuviennes genannt.
Die Gemeinde erhielt 2022 die Auszeichnung „Eine Blume“, die vom Conseil national des villes et villages fleuris (CNVVF) im Rahmen des jährlichen Wettbewerbs der blumengeschmückten Städte und Dörfer verliehen wird.

## Geographie
Le Bourgneuf-la-Forêt liegt etwa 17 Kilometer nordwestlich von Laval. Umgeben wird Le Bourgneuf-la-Forêt von den Nachbargemeinden Juvigné im Norden und Nordwesten, Saint-Hilaire-du-Maine im Nordosten, La Baconnière im Osten, Saint-Ouën-des-Toits im Südosten, Port-Brillet im Süden, Launay-Villiers im Südwesten, Bourgon im Westen sowie La Croixille im Nordwesten.

## Bevölkerungsentwicklung
| Jahr                       | 1962 | 1968 | 1975 | 1982 | 1990 | 1999 | 2006 | 2019 |
| Einwohner                  | 1474 | 1435 | 1402 | 1397 | 1466 | 1537 | 1657 | 1736 |
| Quellen: Cassini und INSEE |      |      |      |      |      |      |      |      |

## Sehenswürdigkeiten
- Kirche Saint-Martin
- Schloss Fresnay aus dem 17. Jahrhundert, seit 1994 in Teilen als Monument historique eingeschrieben

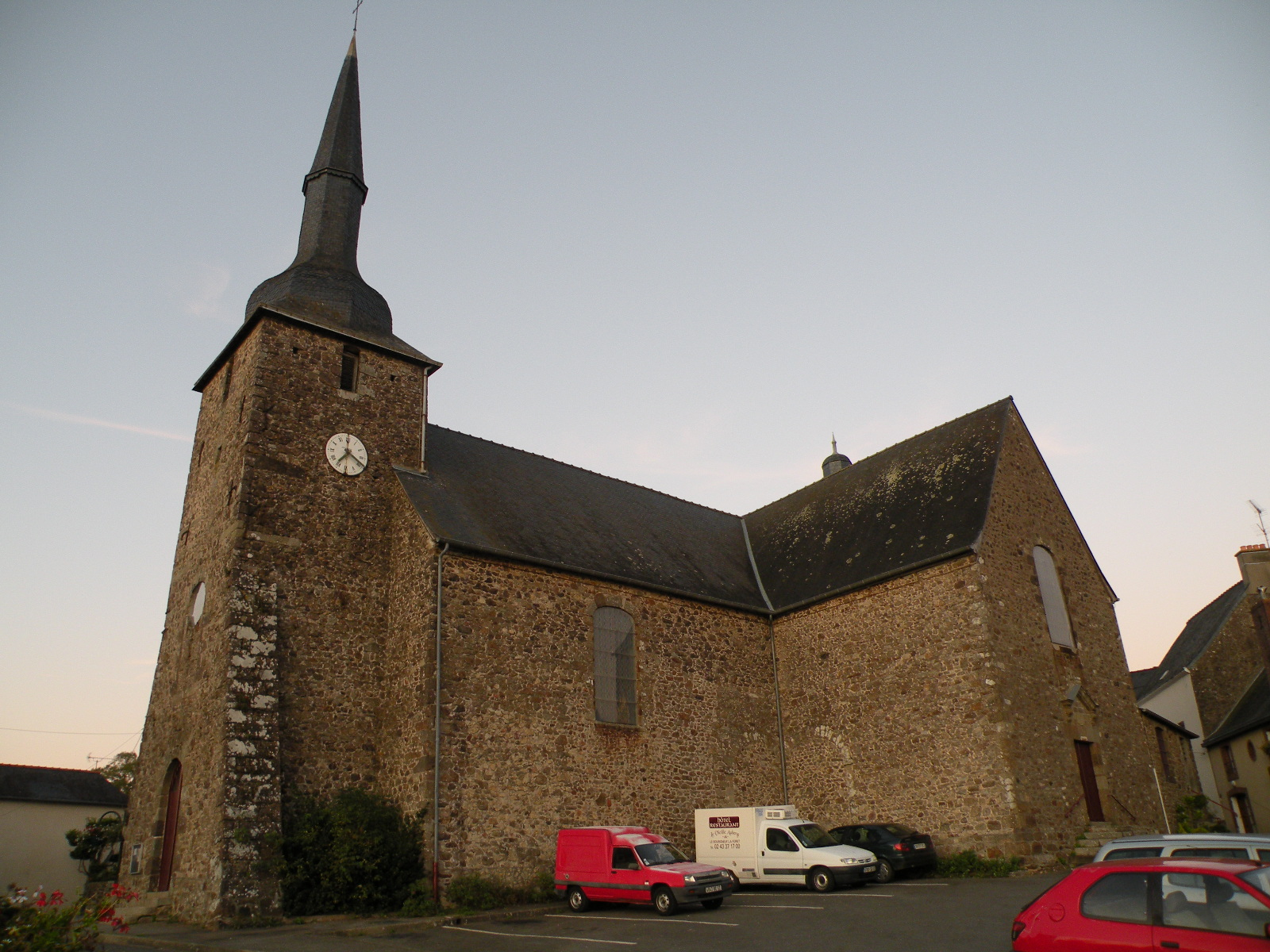
Kirche Saint-Martin
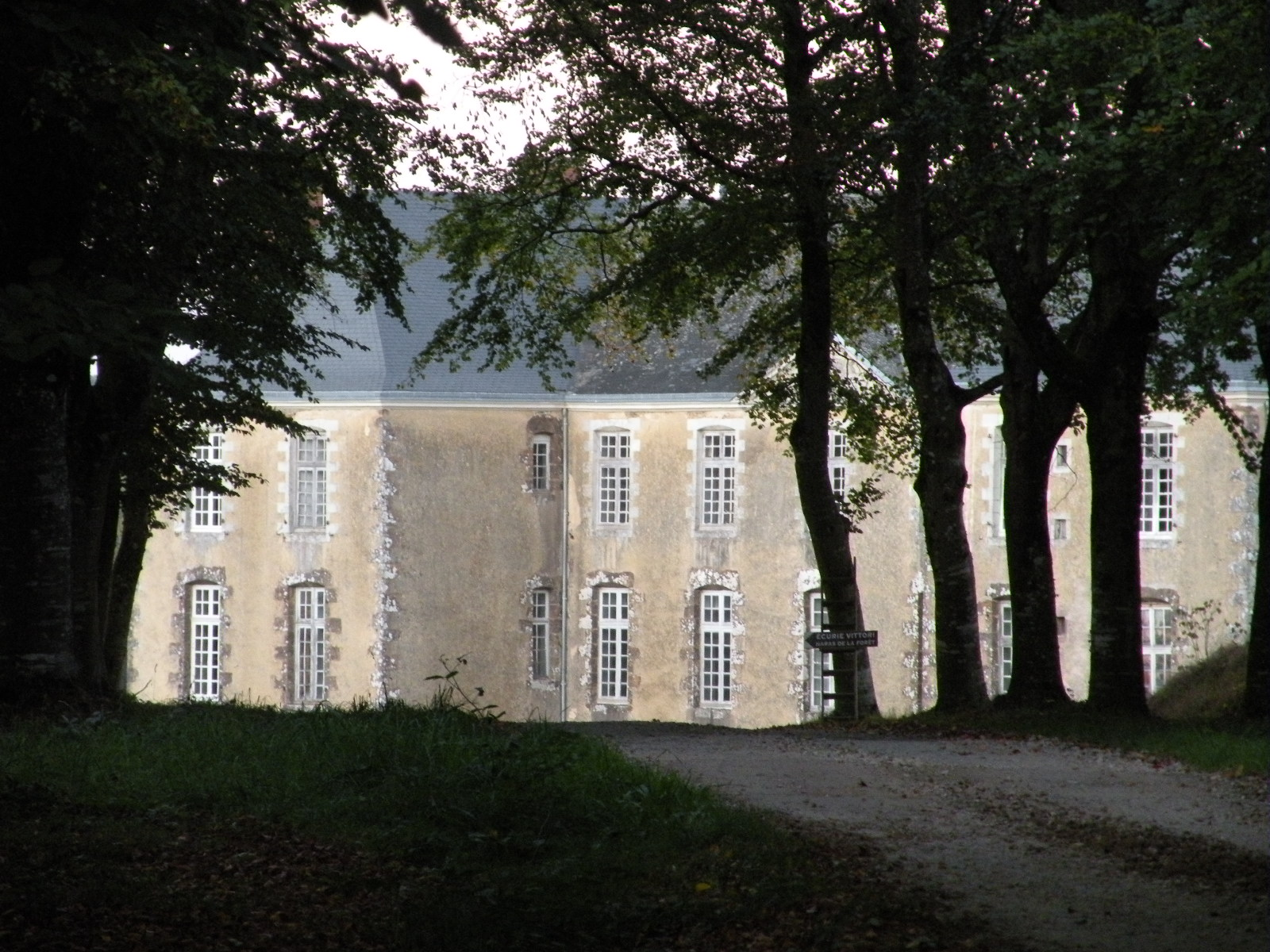
Schloss Fresnay